# Їржі Пешек
Їржі Пешек (чеськ. Jiří Pešek, 4 червня 1927, Прага — 20 травня 2011) — чехословацький футболіст, що грав на позиції нападника, зокрема, за клуби «Богемія» (Прага) та «Динамо» (Прага), а також національну збірну Чехословаччини. По завершенні ігрової кар'єри — тренер.
Дворазовий чемпіон Чехословаччини. 

## Клубна кар'єра
У футболі дебютував 1939 року виступами за команду «Богеміанс 1905», кольори якої захищав до 1948 року. Під час окупації Чехії команда функціонувала під назвою «Богемія» (Прага).
З 1948 року три сезони захищав кольори команди «Железнічаржі» (Прага). 
Згодом з 1952 по 1955 рік грав у складі команди «Спарта ЧКД» (Прага), яка згодом стала найменуватися «Спартак Прага Соколово». Протягом цих років виборов титул чемпіона Чехословаччини.
З 1956 року три сезони захищав кольори команди «Динамо» (Прага). 
Завершив професійну ігрову кар'єру у клубі «Моторлет Прага», за команду якого виступав протягом 1959—1965 років.

## Виступи за збірну
1947 року дебютував в офіційних матчах у складі національної збірної Чехословаччини. Протягом кар'єри у національній команді провів у її формі 11 матчів, забивши 1 гол.
У складі збірної був учасником чемпіонату світу 1954 року у Швейцарії, де зіграв проти Уругваю (0-2).

## Кар'єра тренера
Розпочав тренерську кар'єру, очоливши тренерський штаб клубу «Вікторія» (Жижков).
1978 року став головним тренером команди олімпійської збірної Фінляндії, яку тренував протягом наступного року.
Згодом протягом 1982–1983 років очолював тренерський штаб національної збірної Ємену.
Протягом тренерської кар'єри також очолював «Пршибрам», американську «Спарта Чикаго», грецький «Пансерраїкос» та ісландський «Валюр».
Останнім місцем тренерської роботи була національна збірна Індії, головним тренером команди якого Їржі Пешек був з 1993 по 1994 рік.
Помер 20 травня 2011 року на 84-му році життя.

## Титули і досягнення
Гравець
- Чемпіон Чехословаччини (2):

«Спарта ЧКД» (Прага): 1952
«Спартак Прага Соколово»: 1954
- Найкращий бомбардир чемпіонату Чехословаччини (1): 1954 (15)

Тренер
- Переможець Золотого кубка південноазійською асоціацією регіонального співробітництва: 1993